# 珊迪大電影：拯救比奇堡
《珊迪大電影：拯救比奇堡》（英語：Saving Bikini Bottom: The Sandy Cheeks Movie）是一部2024年美國電腦動畫冒險喜劇片，《海綿寶寶系列電影》的第四部作品。本片由麗莎·強森執導，湯姆·史登和卡茲共同撰寫劇本，卡茲撰寫故事，其主要配音陣容包括卡羅琳·勞倫斯、湯姆·肯尼、克蘭西·布朗、比爾·法格巴克、勞倫斯先生、羅傑·邦帕斯、伊莉婭·伊索雷利斯·保利諾、馬修·卡德瑞普以及汪黛·塞克絲。
《珊迪大電影：拯救比奇堡》2024年8月2日全球上線Netflix。

## 劇情
當比奇堡突然被邪惡又神秘的公司挖出海面時，珊迪和海綿寶寶必須回到珊迪的家鄉德克薩斯州，並與她的家人一同從邪惡的執行長手中拯救比奇堡。

## 配音員
- 卡羅琳·勞倫斯聲演珊迪
- 湯姆·肯尼聲演海綿寶寶和小蝸
- 比爾·法格巴克聲演派大星
- 羅傑·邦帕斯（英语：Rodger Bumpass）聲演章魚哥
- 克蘭西·布朗聲演蟹老闆
- 勞倫斯先生（英语：Mr. Lawrence）聲演皮老闆
- 強尼·諾克斯維爾聲演蘭迪
- 克雷格·羅賓森聲演珊迪爸（Pa Cheeks）
- 格蕾·德萊爾聲演珊迪媽（Ma Cheeks）、奶奶（Granny Cheeks）、勞迪（Rowdy Cheeks）和蘿西（Rosie Cheeks）
- 汪黛·塞克絲聲演蘇·奈米（Sue Nahmee）
- 伊莉婭·伊索雷利斯·保利諾（Ilia Isorelýs Paulino）聲演菲比（Phoebe）
- 馬修·卡德瑞普（英语：Matty Cardarople）聲演凱爾（Kyle）

## 製作
2020年3月，維亞康姆CBS宣布將製作兩部改編自《海綿寶寶》的衍生電影，並在Paramount+首播。2021年5月，尼克兒童頻道宣布正在開發一部由珊迪主演的衍生電影，該片由麗莎·強森執導，劇本由湯姆·史登和卡茲共同撰寫，電影將是一部真人動畫電影。2021年8月，公布片名為《珊迪大電影：拯救比奇堡》（Saving Bikini Bottom: The Sandy Cheeks Movie）。
2021年8月，據透露由於劇本需要重寫，原定於洛斯阿拉莫斯進行的拍攝計畫被取消。2022年2月，尼克兒童頻道執行長布萊恩·羅賓斯在財報電話會議上表示，他們將推出三部《海綿寶寶》衍生電影，並在Paramount+獨家上線，第一部電影將於2023年首播。2023年4月，發布首張劇照，上線日期更改為2024年。此外亦公布汪黛·塞克絲、強尼·諾克斯維爾、克雷格·羅賓森、格蕾·德萊爾、伊莉婭·伊索雷利斯·保利諾（Ilia Isorelýs Paulino）和馬修·卡德瑞普加入配音陣容，而卡羅琳·勞倫斯、湯姆·肯尼、克蘭西·布朗、比爾·法格巴克、勞倫斯先生以及羅傑·邦帕斯回歸聲演各自的角色。

## 發行
《珊迪大電影：拯救比奇堡》2024年8月2日全球上線Netflix。

## 外部連結
- 在Netflix上觀看《珊迪大電影：拯救比奇堡》
- 互联网电影数据库（IMDb）上《珊迪大電影：拯救比奇堡》的资料（英文）

#invoke:NavboxV2
Template:Netflix動畫